# 봉원천
봉원천(奉元川)은 한강으로 합류하던 서대문구 봉원동 북쪽에서 발원하여 서강대교 북단에 이르는 길이 3.6km의 하천이다. 녹계천(綠溪川)과 창천(滄川)이라고도 했으며, 구역 내에서는 하천이 대부분 복개되어 보이지 않으며 상류에 봉원사가 있다.